# Mitterschiltern
Mitterschiltern ist ein Gemeindeteil der Stadt Dorfen im oberbayerischen Landkreis Erding.

## Lage
Der Weiler Mitterschiltern liegt im Goldachtal in der  Gemarkung Schiltern zwei Kilometer östlich von Armstorf. Er liegt in der Luftlinie 900 Meter südöstlich des Rastplatzes Fürholz-Nord der Bundesautobahn A 94, von deren Ausfahrt 15 (Dorfen) er über eine drei Kilometer lange Straßenverbindung zugänglich ist.

## Bevölkerungsentwicklung und Gebäudebestand

Freiwillige Feuerwehr Schiltern

In Mitterschiltern gab es 1871 insgesamt 15 Einwohner. Im Mai 1987 lebten dort 24 Einwohner in vier Wohngebäuden, von denen eines in zwei Wohnungen aufgeteilt war.
| Jahr      | 1871 | 1925 | 1970 | 1987 |
| Einwohner | 15   | 21   | 18   | 24   |

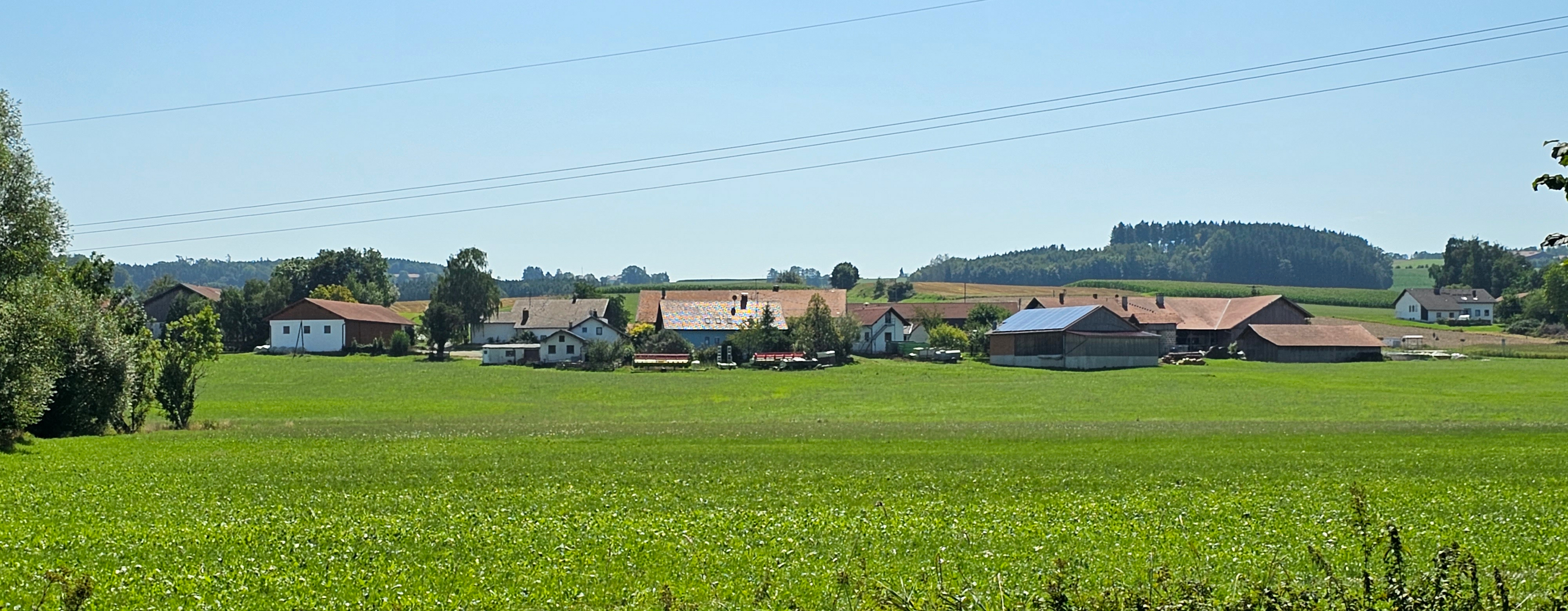
Mitterschiltern von Norden